# Comté de Sequatchie
Le comté de Sequatchie est un comté de l'État du Tennessee, aux États-Unis, fondé en 1857.